# Благословенно воинство Небесного Царя
«Благослове́нно во́инство Небе́сного Царя́» (в советском искусствознании — «Це́рковь вои́нствующая») — икона, написанная по заказу Ивана Грозного в память о его Казанском походе 1552 года. Точная дата неизвестна.
Предполагаемым автором иконы считают протопопа Благовещенского собора Кремля и царского духовника Андрея (с 1564 года — московский митрополит Афанасий). Икона находилась у южных врат кафедрального Успенского собора Московского Кремля возле царского места. Икона вместе с молебным местом царя, украшенным рельефами на сюжет «Сказания о князьях Владимирских», должна была демонстрировать преемственность власти московских царей от великих князей киевских и владимирских:23. В начале XX века икона находилась в мироваренной палате Кремля, а в 1919 году поступила в собрание Государственной Третьяковской галереи.

## Название

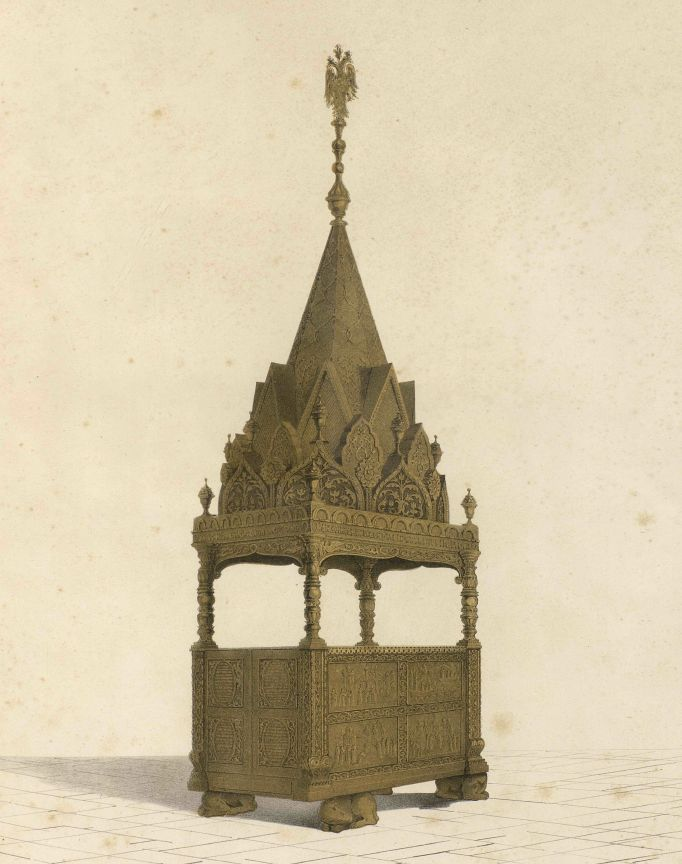
Царское место в Успенском соборе Московского Кремля

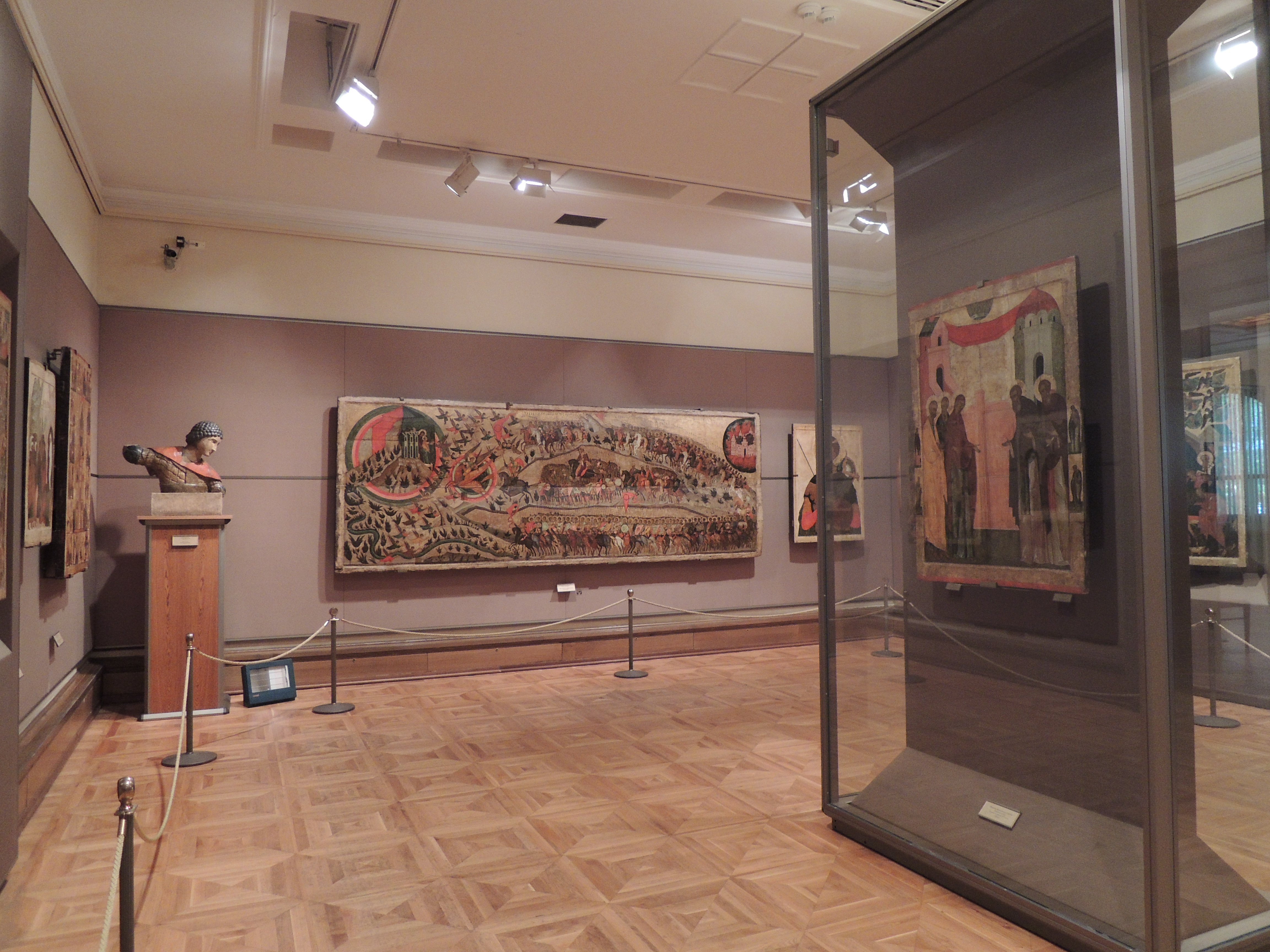
Икона «Благословенно воинство Небесного Царя» в залах Третьяковской галереи

Название иконы происходит от первой строки мученичной стихиры на стиховне пятого гласа на утрени понедельника: 
Благословено воинство Небеснаго Царя: аще бо и земнородніи беша Страстотерпцы, но Ангельское достоинство потщашеся достигнути, о телесехъ нерадиша, и страданьми безплотныхъ сподобишася чести. Темже молитвами ихъ Господи, низпосли намъ велію милость.
 Стихира выражает идею, что мученики, пострадав за Иисуса Христа и приняв за него смерть, становятся воинами небесного Царя, то есть приравниваются к ангельскому чину. Происхождение названия иконы от данной стихиры было установлено В. И. Антоновой:131.
Название «Благословенно воинство…» икона имеет в описи Успенского собора начала XVII века («Да у царского и места образ „Благословенно воинство небесного царя“ на золоте в киоте, а киот деревянный, обложен оловом…»), затем её названия в описях начинают меняться: «Образ пречистые Богородицы и Грозного Воеводы» (1627 год), «Образ пресвятыя Богородицы да Архангела Михаила с лики святых» (1701 год, место иконы — «позади царского места»).

## Сюжет иконы

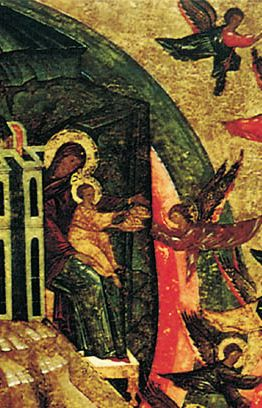
Богородица с Младенцем Иисусом в Небесном Иерусалиме

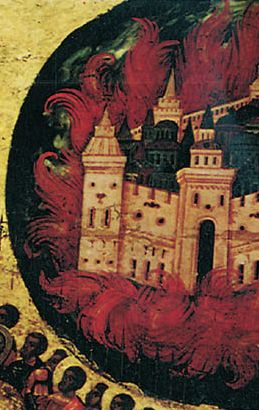
Пылающий город, отождествляемый с Казанью

#### Горящий город и Небесный Иерусалим

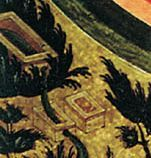
Райская река

#### Райская река

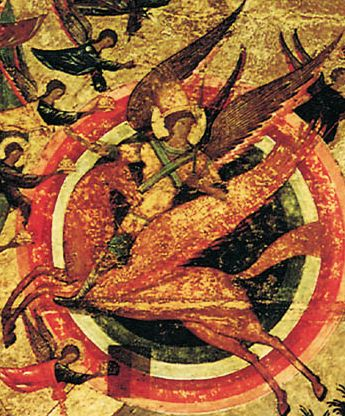
Архангел Михаил

#### Пешие и конные воины

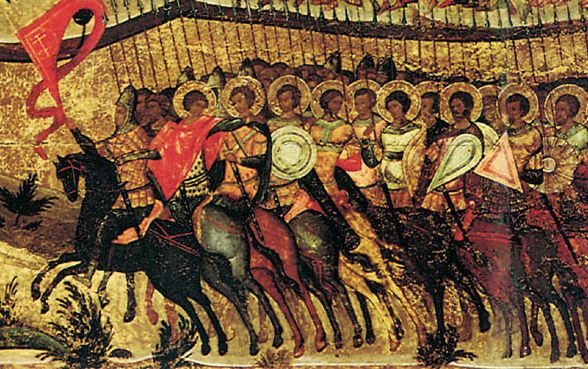
Нижний ряд воинов

## Список Чудового монастыря

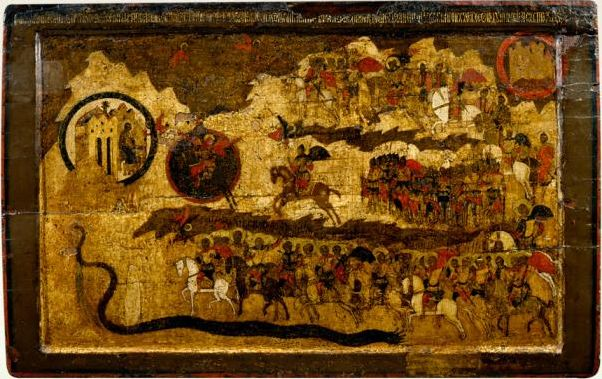
Список иконы из Чудова монастыря

## Аналогичные произведения

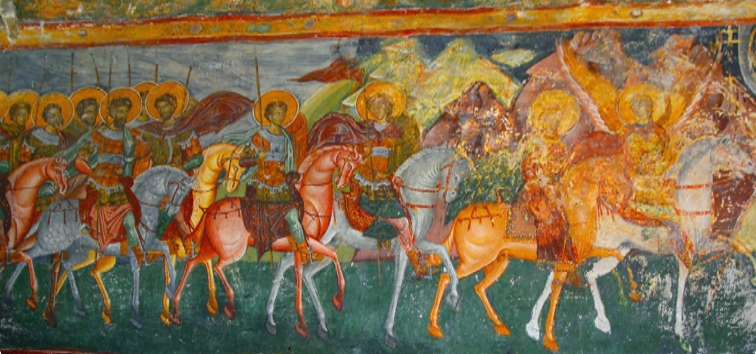
Фреска в церкви Святого Креста в Пэтрэуци (Румыния), конец XV века